# جولی پاول
جولی پاول (انگلیسی: Julie Powell؛ زادهٔ ۲۰ آوریل ۱۹۷۳ – درگذشتهٔ ۲۶ اکتبر ۲۰۲۲) وبلاگ‌نویس، نویسنده اهل ایالات متحده آمریکا بود که به خاطر کتابش «جولی و جولیا: ۳۶۵ روز، ۵۲۴ دستور العمل، ۱ آشپزخانه کوچک» و همچنین فیلم جولی و جولیا که بر اساس کتاب او ساخته شده‌است شناخته شده‌است.

## زندگی شخصی و مرگ
جولی در سال ۱۹۸۸با اریک پاول، سردبیر مجله باستان شناسی ازدواج کرد. پاول در ۲۶ اکتبر ۲۰۲۲ در سن ۴۹ سالگی بر اثر ایست قلبی در خانه خود در اولیوبریج نیویورک درگذشت.